# ビリオン珈琲
ビリオン珈琲（ビリオンこーひー）は、日本の喫茶店チェーン。

## 概要
チェーンを取り仕切るのは福井市のビリオンフーズハヤシ。
北陸地方を拠点にチェーン展開し、2012年4月には石川県金沢市に石川県内1号店となる久安店を出店。関西地方にも進出し、西宮、福知山、京都北白川などに出店。
公式サイトの店舗一覧によれば、2020年2月現在、1府6県に17店舗を展開している。
店舗の特徴としては、「名古屋スタイル」のモーニングサービスを実施していることが挙げられ、「ポストコメダ」と評されることもある。
また、店舗を展開するビリオンフーズハヤシがもともと建設業であったことから、ホテルのラウンジを思わせる落ち着きのある独自の空間演出を持ち味としている。
2017年10月には、福井県鯖江市とビリオンフーズハヤシとの間で、「災害時における帰宅困難者支援に関する協定書」を取り交わし、災害時にはビリオン珈琲鯖江店などを「災害時帰宅支援ステーション」として開放、ビリオン珈琲店を「癒しのサロン」として、長期避難者に対するコーヒーの提供などを行うことを予定している。

## 関連資料
- 「《特集》 米国「第３の波」の日本上陸とコーヒービジネス注目動向　日本版（ジャパナイズ）サードウェーブ」月刊食堂 2014年8月号